# TLC (televisiezender)
TLC (vroeger The Learning Channel) is een themakanaal van Discovery Channel.
TLC richt zich met name op vrouwen in de leeftijdscategorie tussen de 25 en 54 jaar. Op TLC worden programma's als Say Yes to the Dress, Cake Boss, Sister Wives, Dr. Pimple Popper, Counting On en Extreme Couponing uitgezonden.

## Geschiedenis
Het kanaal werd in 1972 opgericht voor de Amerikaanse kijkers, met informatieve en leerzame programma's. Sinds november 1980 staat het kanaal bekend als The Learning Channel afgekort tot TLC.
Er werden documentaires uitgezonden in de genres natuur, wetenschap, geschiedenis, huidige evenementen, medisch, technologie en andere informatieve onderwerpen. De documentaires verdiepten zich in de materie en waren academisch van aard, dit in tegenstelling tot de concurrent, Discovery Channel.
Rond 1990 was de zender een zusterkanaal van Financial News Network (FNN) dat samen met Infotechnology Inc. 51% van de aandelen bezat. In 1991 is FNN failliet gegaan. Discovery Channels eigenaren namen het kanaal over voor een bedrag van US$12,75 miljoen.
Het kanaal veranderde lichtelijk van format en zond nu ook enkele thematische onderwerpen uit die meer aan de oppervlakte bleven. Later zou dat uitgebreid worden.
In 1994 werd TLC in Groot-Brittannië gestart onder de naam Discovery Home and Leisure wat later als Discovery Real Time bekend kwam te staan.
In 2010 werden Discovery TLC Balkan (Bulgarije, Servië en Slovenië), TLC Norway (Noorwegen) en TLC Poland (Polen) gelanceerd die Discovery Travel & Living vervingen.
TLC zond onder andere het geruchtmakende interview van Oprah Winfrey met Lance Armstrong uit, omdat programma's geproduceerd door Winfrey op TLC worden uitgezonden.

## Nederland
Vanaf 4 juli 2011 werd TLC Nederland voor het eerst uitgezonden op het kanaalslot van Animal Planet. In de ochtend en de middag bleef Animal Planet te zien. In de avond en de nacht werd het deelkanaal ingezet voor de verspreiding van TLC. Sinds 8 januari 2012 heeft TLC Nederland het kanaal 24 uur per dag ingenomen en was Animal Planet enkel te zien in een programmablok 's morgens (weekend) of begin van de middag (werkdagen). Sinds 1 april 2014 zijn ook deze blokken komen te vervallen. Animal Planet (HD) is beschikbaar als een aparte 24-uurszender. Een van de Nederlandse presentatoren is Fred van Leer.

### Nederlandse TLC-producties
- Say Yes To The Dress Benelux
- Fred van Leer: Alles uit de kast
- Bevallen met...
- Louisa & Rowan: Onze transgender liefde
- Expeditie Schoonmoeder
- Louisa & Rowan: Eerste hulp bij poetsen
- Louisa & Rowan op de camping

## België
Begin 2015 werd TLC ook in Vlaanderen geïntroduceerd.